# 중국공상은행

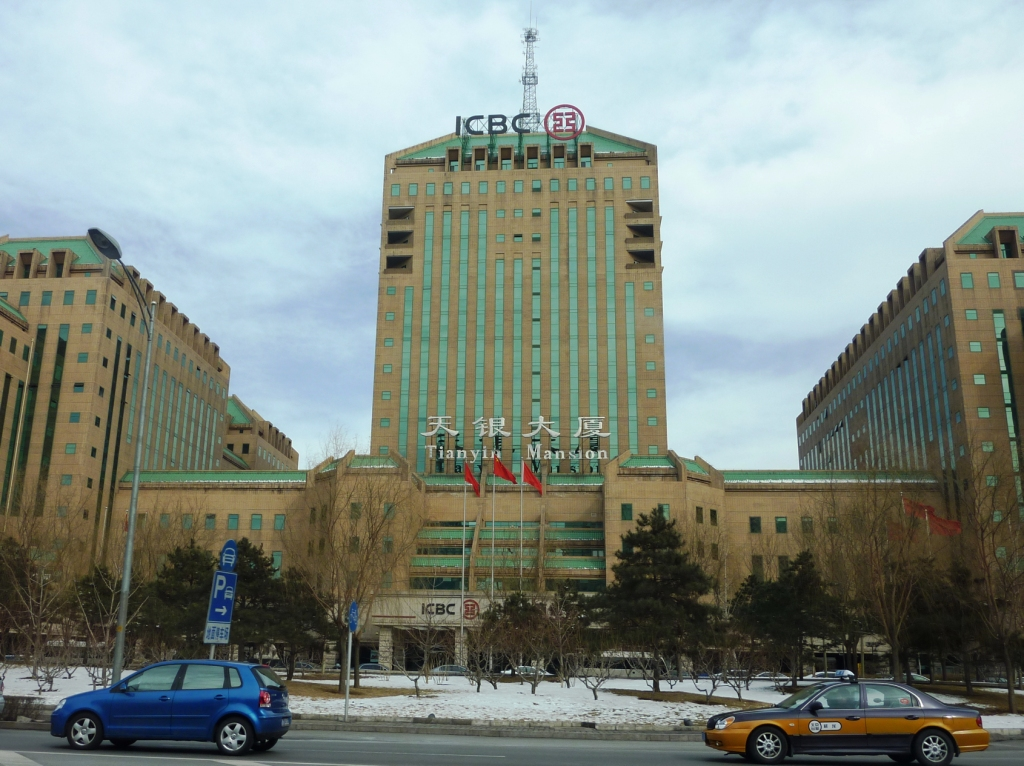
Business Center in Tianjin

중국공상은행(중국어 간체자: 中国工商银行, 정체자: 中國工商銀行, 병음: Zhōngguó Gōngshāng Yínháng, Industrial and Commercial Bank of China Limited 약칭 ICBC)은 중화인민공화국 베이징에 본사를 두고있는 은행이다. 약칭은 공행(工行)이다. 중국건설은행, 중국은행, 중국농업은행과 함께 중화인민공화국의 4대 국영상업은행으로 꼽히고 있다. 2005년 중국공상은행의 총자산은 인민폐로 7조 550억 위안이다. 중화인민공화국 전역 및 해외에 18,764개의 지점을 설치해 운영하고 있다. 그리고 ATM 설치 대수는 19,026대, 직원수는 361,623명에 이른다. 대한민국에는 서울과, 부산에 지점이 설치되어 있다.